# فريد مورفي
فريد ميرفي (بالإنجليزية: Fred Murphy)‏ (و. 1942 – م) هو مصور سينمائي من الولايات المتحدة الأمريكية. ولد في مدينة نيويورك.

## التعليم
تعلم في جامعة كولومبيا.

## وصلات خارجية
- فريد مورفي على موقع IMDb (الإنجليزية)
- فريد مورفي على موقع قاعدة بيانات الأفلام العربية
- فريد مورفي على موقع ألو سيني (الفرنسية)
- فريد مورفي على موقع أول موفي (الإنجليزية)
- فريد مورفي على موقع قاعدة بيانات الأفلام السويدية (السويدية)
- فريد مورفي على موقع قاعدة بيانات الفيلم (الإنجليزية)
- فريد مورفي على موقع كينوبويسك (الروسية)

فريد مورفي في قاعدة بيانات الأفلام على الإنترنت